# Jund di Qinnasrin

Siria (Bilad al-Sham) e le sue province sotto il califfato Abbaside nel IX secolo

Il jund di Qinnasrin (in arabo جند قنسرين‎?, "distretto di Qinnasrin") che era una delle cinque province della Siria sotto i califfati Umayyad e Abbasidi, organizzò la Conquista islamica della Siria nel VII secolo. Inizialmente la sua capitale era Qinnasrin, ma a seguito del declino della popolazione venne trasferita ad Aleppo. Dal 985, le principali città del distretto erano Manbij, Alessandretta, Hama, Shayzar, Ma'arrat al-Nu'man, Samosata, Jusiya, Wadi-Butnam, Rafaniyya, Lajjun, Mar'ash, Qinnasrin, al-Tinah, Balis, e Suwadiyyah.

## Storia
Originariamente parte del jund di Hims, il primo califfo omayyade Mu'awiya ibn Abi Sufyan si stabilì nel jund di Qinnasrin quando sconfisse ʿAlī ibn Abī Ṭālib e successivamente staccò la gente di quella zona dalla loro fedeltà ad Ali. Lo storico musulmano del IX secolo, Ahmad ibn Yahya al-Baladhuri, dice, comunque, che fu il successore di Mu'awiya, Yazid I, a fondare il distretto separando il territorio del nord dal jund di Hims. Il nuovo distretto prese il nome da Qinnasrin che era ubicata nei suoi confini. Sotto gli omayyadi, il jund di Qinnasrin aveva tre distretti: Antiochia, Aleppo e Manbij.
Dopo la conquista del sud dell'Anatolia da parte del califfo al-Mansur, le frontiere settentrionali della Siria furono notevolmente ampliate e nel 786, durante il regno di Hārūn al-Rashīd, il jund di Qinnasrin venne suddiviso. L'area verso la frontiera settentrionale, che comprendeva i territori di Antiochia e le terre ad est verso Aleppo venne divisa a formare il Thughūr. Per il resto del periodo abbaside, il jund di Qinnasrin fu composto dalle città di Aleppo (la capitale del distretto), Qinnasrin e le terre intorno ad esse, così come il territorio di Sarmin.